# Guo (Familienname)
Guo ist die phonetische Transkription (ohne Berücksichtigung des Tons) zweier unterschiedlicher chinesischer Familiennamen. Guo entspricht zum einen dem Familiennamen
1. 國 / 囻,囯,  guo2 (Reich, Staat, Land, Volk) zum anderen
2. 郭,  Guo1 (u. a. Name eines alten Staates)

## Namensträger
- Guo Boxiong (* 1942), chinesischer Politiker und General
- Guo Chengjiang (* 1955), chinesischer Eisschnellläufer
- Guo Dachuan (* 1989), chinesischer Eishockeyspieler
- Guo Dan (* 1985), chinesische Bogenschützin
- Guo Dandan (* 1977), chinesische Freestyle-Skierin
- Guo Dongling (* 1973), chinesische Skilangläuferin
- Guo Fan (* 1985), chinesischer Leichtathlet
- Guo Fengyi (1942–2010), chinesische Künstlerin
- Guo Gengmao (* 1950), chinesischer Politiker
- Guo Guangchang (* 1967), chinesischer Unternehmer
- Guo Guoting (* 1958), chinesischer Anwalt
- Guo Hanyu (* 1998), chinesische Tennisspielerin
- Guo Hong (* 1973), chinesische Eishockeytorhüterin
- Guo Huai, chinesischer Offizier
- Guo Jia (170–207), chinesischer Kriegsherrnberater
- Guo Jianing (* 2000), chinesischer Eishockeyspieler
- Guo Jianmei (* 1961), chinesische Rechtsanwältin und Menschenrechtsaktivistin
- Jiaxuan Guo (2007–2025), chinesischer Fußballspieler
- Guo Jie (1912–2015), chinesischer Diskuswerfer
- Guo Jingjing (* 1981), chinesische Wasserspringerin
- Guo Jinlong (* 1947), chinesischer Politiker
- Guo Li (* 1993), chinesische Synchronschwimmerin
- Guo Linlin (* 1992), chinesische Ruderin
- Guo Luoyao (* 2001), chinesische Rollstuhltennisspielerin
- Guo Meiqi (* 2000), chinesische Tennisspielerin
- Guo Moruo (1892–1978), chinesischer Schriftsteller und Politiker
- Guo Nüwang (184–235), chinesische Kaiserin
- Guo Pengpeng (* 1978), deutsche Tischtennisspielerin
- Guo Qi (Leichtathlet) (* 1990), chinesischer Leichtathlet
- Guo Qi (Schachspielerin) (* 1995), chinesische Schachspielerin
- Guo Qing (* 2000), chinesische Taekwondoin
- Guo Qiqi (* 1998), chinesische Rhythmische Sportgymnastin
- Guo Qiyong (* 1947), chinesischer Philosoph und Hochschullehrer
- Guo Quan (* 1968), chinesischer Menschenrechtsaktivist
- Guo Rugui (1907–1997), chinesischer Militär, Spion und Militärschriftsteller
- Guo Sandui (* 1950), chinesischer Molekularbiologe
- Guo Shanshan (* 1996), chinesische Tennisspielerin
- Guo Shengtong († 52), chinesische Kaiserin
- Guo Shoujing (1231–1316), chinesischer Wasserbauingenieur, Astronom und Mathematiker
- Guo Shuai (* 1995), chinesischer Bahnradsportler
- Guo Shuang (* 1986), chinesische Radsportlerin
- Guo Si (146–197), chinesischer General
- Guo Sijia (* 1999), chinesische Weitspringerin
- Guo Songling (1883–1925), chinesischer Militärkommandeur
- Guo Songtao (1818–1891), chinesischer Diplomat
- Guo Tianqian (* 1995), chinesische Kugelstoßerin
- Guo Tianyu (* 1999), chinesischer Fußballspieler
- Guo Weiyang (* 1988), chinesischer Turner
- Guo Wengui, chinesischer Unternehmer und politischer Aktivist
- Guo Wenjing (* 1956), chinesischer Komponist
- Guo Wenjun (* 1984), chinesische Sportschützin
- Guo Wenzhi (1918–2006), chinesischer Geistlicher, Bischof von Qiqihar
- Guo Xi (1020–1090), chinesischer Maler
- Guo Xiaolu (* 1973), chinesische Schriftstellerin und Filmregisseurin
- Guo Xingyuan (* 1988), chinesischer Tischtennisspieler
- Guo Xinwa (* 2000), chinesischer Badmintonspieler
- Guo Xinxin (* 1983), chinesische Freestyle-Skierin
- Guo Xu (1456–1526), chinesischer Künstler
- Guo Yan (* 1982), chinesische Tischtennisspielerin
- Guo Yonghuai (1909–1968), chinesischer Aerodynamiker
- Guo Youhua (* 1983), chinesischer Baseballspieler
- Guo Yue (Musikerin) (* 1958), chinesische Musikerin
- Guo Yue (Tischtennisspielerin) (* 1988), chinesische Tischtennisspielerin
- Guo Yuehua (* 1956), chinesischer Tischtennisspieler
- Guo Yunshen (1829–1901), chinesischer Kampfkunstexperte
- Guo Zhendong (* 1984), chinesischer Badmintonspieler
- Guo Zhengxin (* 1979), chinesischer Eiskunstläufer
- Guo Zhenqing (1927–2005), chinesischer Schauspieler
- Guo Zhongze (* 1996), chinesischer Sprinter

sowie von
- Andrea Guo (* 2000), österreichische Schauspielerin
- Emma Guo (* 1995), australische Schachspielerin
- Hong Guo (Physiker), chinesisch-kanadischer Physiker
- Joseph Guo Jincai (* 1968), chinesischer Geistlicher, Bischof von Jinzhou
- Juan Guo (* 1960), chinesische Go-Spielerin
- Lucy Guo (* 1994), chinesisch-amerikanische Geschäftsfrau
- Samuel Guo Chuanzhen (1918–2012), chinesischer Ordensgeistlicher, Weihbischof von Jinan
- Teddeus Guo Yingong (1917–2005), chinesischer Geistlicher, Bischof in Datong
- Tina Guo (* 1985), US-amerikanische Cellistin und Erhu-Spielerin
- Yuhao Guo (* 1992), deutscher Pianist und Liedbegleiter
- Zhengtang Guo (* 1964), chinesischer Geologe und Paläoklimatologe